# Brindabella Airlines
Brindabella Airlines – australijska regionalna linia lotnicza z siedzibą w Canberze. Głównym hubem jest port lotniczy Canberra.